# Энженьейру-Куэлью
Энженьейру-Куэлью (порт. Engenheiro Coelho)  —  муниципалитет в Бразилии, входит в штат Сан-Паулу. Составная часть мезорегиона Кампинас. Находится в составе крупной городской агломерации Агломерация Кампинас. Входит в экономико-статистический  микрорегион Можи-Мирин. Население составляет 12 644 человека на 2006 год. Занимает площадь 109,798 км². Плотность населения — 115,2 чел./км².

## История
Город основан 19 мая 1991 года.

## Статистика
- Валовой внутренний продукт на 2005 составляет 115.772.000,00 реалов (данные: Бразильский институт географии и статистики).
- Валовой внутренний продукт на душу населения на 2003 составляет 19.816,57 реалов (данные: Бразильский институт географии и статистики).
- Индекс развития человеческого потенциала на 2000 составляет 0,792  (данные: Программа развития ООН).